# Döbling
Döbling () è il diciannovesimo distretto di Vienna. Vi è ubicato dal 1872 l'osservatorio meteorologico di Vienna Hohe Warte.